# Markus Schuler
Markus Schuler (ur. 1 sierpnia 1977 w Löffingen) – niemiecki piłkarz występujący na pozycji obrońcy. Grał dla Fortuny Köln, 1. FSV Mainz 05, Hannoveru 96 i Arminii Bielefeld. Spośród piłkarzy, którzy w Bundeslidze nie strzelili gola, ma najwięcej rozegranych w tej lidze meczów - 182 (statystyka nie dotyczy bramkarzy).